# Дензитометрија костију
Дензитометрија костију је неинвазивна радиолошка метода која се користи у дијагностици промена у коштаном ткиву. Метода се заснива на  више начина мерења густине минерала у костима и количине минерала у костима, које се подударају са коштаном масом, и на основу којих се може са великом сигурношћу проценити коштана маса и дијагностиковати остеопороза. Методе дензитометрије користе различите изворе енергије, на пример Х-зрачење, фото-енергију, ултразвук. Приликом дензитометрије болесник мора да мирује, што није посебно оптерећење јер мерење траје свега неколико минута. Мерења су доста прецизна и без ризика по здравље болесника.

## Историја
Дензитометрија костију у прошлости се одређивала применом једнофотонске дензитометрија уз помоћ моноенергетских гама зраке јода-125 (27,5 keV). Овај начин мерења могао се примењивати само у регионима тела у којима нема много меког ткива. Док је у оним деловима тела где је око костију слој меког ткива дебљи, примењивани су гама зраци америцијума-241 (60 keV). 
Више година касније започело се са применом двофотонске дензитометрије уз помоћ гадолинијум-153 (44 и 100 keV). 
Данас се, као водећа и савремена метода дензитометрије за мерење густине костију, примењује двоенергетска рендгенска дензитометрија DEXA (енгл. Dual-energy X-ray absorptiometry), у којој се као извор зрачења примењује рендгенска цев.

## Основне поставке
Током живота, или у одређеним патолошким процесима у коштаном систему уз поремећај количине и структуре колагена, настаје и остеопороза, која се карактерише смањењем количине минерала у коштаном ткиву, односно мањом густином минерала у кости. Тако настаје један од узрока повећане кртости тј. ломљивости костију у болесника са остеопорозом.
Како се на генске промене које последично утичу на грађу и количину колагена и коштаном ткиву не може, бар за сада директно утицати, може се донекле спровођењем одређених мера превенције или употребом лекова, побољшати количина минерала у костима и тиме смањити њихова ломљивост. Зато је важно код остеопорозе и њој сличних болести правовремено проценити коштану масу како би се у особа са редукованом коштаном масом покушало утицати у извесној мери на фактор ризика који је одговорни за настанак прелома кости.
Данашње дијагностичке сликовне методе намењене детекцији остеопорозе крећу се од визуелне анализе коштане структуре на стандардним рендгенским снимцима до квантитативних сликовних техника које омогућавају прецизније мерење минералне густине кости (БМД), као што је квантитативна компјутеризована томографи (КЦТ). Према смерницама за дијагностику и лечење дензитометрија костију на почетку 21. века, представља „златни стандард“ за дијагнозу остеопорозе и предвиђање ризика за прелом.  
Метода, дензитометрија костију, заснива на разлици у апсорпцији гама рендгенских зрака или других извора енергије, у костима и меком ткиву, за директно мерења густине минерала у костима и количине минерала у костима, које се подударају са коштаном масом. На основу добијених вредности применом детитометрије може са са великом сигурношћу проценити коштана маса и дијагностиковати остеопороза.
Најважније регије за мерење коштане масе су лумбална кичма, врат бутне кости и кости подлактице, јер су то локализације са  највишег ризика за прелом ако је маса кости ниска. 
Данас се за мерење густине кости, као водећа метода, највише употребљава двоенергијска рендгенска дензитометрија (DEXA) у којој се као извор зрачења употребљава рентгенска цев.

## Методе дензитометрије
„Златни стандард“, за правовремено и неинвазивно дијагностиковање остеопорозе је дензитометрија. Зачеци данашње дензитометрије засновани су на покушајима квантификације радиографских слика ради процене коштане густине. На стандардним рендгенограму скелета деминерализација постаје видљива тек након што дође до губитка више од 30% коштане густине, након нових истраживањима у овој области настала је фотон-апсорпциометријских техника, чиме је престала примена већине раније примењиваних рендгенских метода намењених процени коштане густине.
У клиничкој пракси од првих зачетака дензитометрије примењиване су, или се данас примењује неколико дензитометријских метода, као што су;
- Радиографско снимање костију
- Квантитативна компјутеризована томографија
- Фотонска апсорпциометрија
- Двоенергетска рендгенска дензитометрија или двоенергетска апсорпциометрија Х зрацима (DXA) (енгл. dual x-ray absorptiometry)
- Ултразвучна дензитометрија костију

### Радиографско снимање костију
Зачеци данашње дензитометрије засновани су на првим покушајима да се радиографска слика користи за квантитативну процене коштане густине. На стандардним рендгенограму скелета деминерализација постаје видљива тек након што дође до губитка више од 30-40% коштане густине. На основу овога може се закључити да је рендгенско снимање костију несигурна и непрецизна метода дензитометрије, јер тек када је губитак коштане масе већи од 30-40% може се поставити дијагноза остеопорозе.
Према томе, на обичним рендгенограму грешка у процени коштане масе креће се од 30% до 50%, тако да када се постави сумња на деминерализацију због разређења кости, већ је наступио прелом, или деминерализација костију присутна у знатној мери. 
Открићем фотон-апсорпциометријских техника, све више је престајала потреба за примена већине раније и почетно примењиваних рендгенских метода намењених процени коштане густине.

### Квантитативна компјутеризована томографија
Квантитативна компјутеризована томографија (енгл. Quantitative computed tomography, QCT) је метода која омогућава тродимензионално или волуметријско мерење коштане густине и просторно одвајање трабекуларне од кортикалне кости током радиолошке анализе. QCT методом се мери задата регија у подручју предњег дела тела пршљена, чиме се избегава кортикални, ивични део пршљена. 
Недостатак QCT методе је знатно већа доза радијације него код примене других апсорпциометријских метода.  
Применом квантитативне компјутеризоване томографе високе резолуције (HS-QCT) новија генерација у односу на QCT методу повећана је просторна резолуција тако да се могу анализирати појединачне трабекуле кости. Мерење код ове методе врши се у подручју пречника тибије.

### Фотонска апсорпциометрија
Прецизнија процена коштане густине коштане масе постигнута је применом изотопа у једнофотонској апсорпциометрији (енгл. Single-photon absorptiometry, SPA) и код двофотонске апсорпциометрија (енгл. Dual-photon absorptiometry, DPA) мерењем ин виво проласка енергетског снопа ваздуха кроз кост и меко ткиво, а минерална густина кости је вреднована према разлици интензитета улазног према излазном снопу.

### Двоенергетска рендгенска дензитометрија
Данас се у пракси најчешће користе дензитометријска метода која је засновани на двоенергетској рендгенској дензитометрији  или у дословном преводу са енглеског језика, двоенергетској апсорпциометрија Х зрака (енгл. Dual-energy X-ray absorptiometry, DEXA), у којој се две различите јачине Х-зрака, врло малих дозе, пропуштају кроз испитивану кост. 
Иза испитиване кости налазе се сензори који мере интензитет Х-зрака који су прошли кроз кост. Потом се резултати обрађују у електронском рачунару. На основу разлике између пропуштене и апсорбоване енергије Х-зрака врши се процена густине минерала у кости која се изражава у апсолутним вредностима, или у g/cm². 
Самоиспитивање траје 10-15 минута, и не захтева никакву припрему, осим одстрањења металних делова са одеће. Изводи се у седећем положају уз држање подлактица на лежају апарата или лежећи на њему.
Подручја мерења
Густина минерала у костима (БМД) мери се DEXA методом у подручју слабинског дела кичме, врата бутне кости (кук) и доње трећине палчане кости:
- Око 80% мерења изводи се у пределу слабинске кичми у антеропостериорној (АП) пројекцији,
- Око 10-15% мерења врши се на зглобу кука у АП пројекцији,
- Осталих 5-10% су специјализована мерења, као што су мерења целог тела, подлактице и лумбалне кичме у латералној пројекцији.

Мерење лумбалне кичме жена најзначајније је 10-15 година након менопаузе, при чему је клинички значајније подручје проксималног дела бутне кости. 
Снимање целог тела такође се све чешће примењује, јер је савремена опрема за дензитометрију омогућила скраћење времена потребног за испитивање.  
Дозе зрачења и предност методе
Доза Х-зрачења примењене у DEXA дензитометрији су врло ниска, метода је једноставна, безболна и брза. Предности ове методе су ниска доза зрачења, висока прецизност и релативно ниска цена. Доза зрачења примљена при дензитометрија тако је мала да се ни особе које раде са уређајем не штите посебно од Х-зрачења, јер доза износи 1-3 mRema, што је еквивалентно дози зрачења која се прими током лета авионом у трајању 3-9 сати, или на површини Земље од космичког зрачења у трајању од 3-9 дана. Поређења ради, код других метода организам испитаника прими веће дозе зрачења: код СПА методе 5-10 mRema, а КЦТ 100-1.000 mRema. Такође поређења ради, током рентгенском снимању плућа просечна доза зрачења је 300 mRema, а при снимању свих зуба (ортопан) или CT-а трбуха 1.000-6.000 Rema. Просечна доза зрачења на површини Земље коју људи годишње приме износи око 400 mRema.
Друге методе су мање прецизне или знатно скупље, а неке су повезане и са применом високих доза зрачења.

#### Приказивање резултата
Основа за мерења густине кости применом двоенергетског извора зрачења је разлика у апсорпцији фотона у кости и меком ткиву. Математичком једначином, која описује апсорпцију две врсте енергија у систему који се састоји од две компоненте, меког ткива и кости, добију се вредности масе кости и меког ткива у  g/cm².
Атенуација зрачења је пропорционална коштаној маси, а густина кости израчунава се поделом укупне коштане масе са површином кости у мереном подручју. 
Овај начин не даје праву коштану густину, већ такозвану површинску густину кости изражену g/cm², која једним делом зави од запремини кости. Изражавање резултата у дензитометријским мерењима састоји се од поређења вредности мерења добијених код болесника са референтним вредностима, које су у распону за популацију, или у јединицама стандардне девијације од средње вредности ( Z  вредност) или девијације од максималне вредности (Т вредност). 
Зато се вредности добијене дензитометријским мерењем густине минерала у кости (БМД) изражавају на један од следећа три начина:
- У апсолутним вредностима, у g/cm²;
- Као T  score (Т вредност),  или одступање максималне измерене вредности БМД од вршне коштане масе младих особа изражено у стандардним девијацијама (sd);
- Као Z score ( Z  вредност), или одступање измерене средње вредности БМД од просечне коштане масе особа исте старости изражено у стандардним девијацијама (sd).

#### НормативСЗО
Светска здравствена организација је 1994. године усвојила квантитативну дефиницију остеопорозе код жена, коју је засновала на дензитометријском мерењу густине минерала кости и процени Т вредности, или као  као вредност минералне густине кости БМД (енгл. bone mineral density, BMD ) која је најмање 2,5 SD мања од просечне вредности за младе здраве жене (Т-вредност ≤ - 2,5).
С обзиром на то да је DEXA дензитометрије брза, неинвазивна метода с минимумом зрачења, релативно прецизна и поновљива метода, усвајање ове  практичне дефиниције омогућило је масовну примену дензитометрије у дијагностици остеопорозе и праћењу резултата лечења. Утврђено је да је смањење вредности БМД-а за сваку стандардну девијацију повезано са 1,5 до 2,5-струким повећањем ризика за настанак прелома.
На основу DEXA дензитометрије, добијени резултат мерења зависе од Т вредности, која према доле наведеној скали означава различиту коштану масу:
| Скала коштане масе    | Т вредност                |
| --------------------- | ------------------------- |
| Повећана коштана маса | Т > + 1                   |
| Нормална коштана маса | Т између - 1 и + 1        |
| Остеопенија           | Т између - 1,0 и - 2,5    |
| Остеопороза           | Т < - 2,5 (или Z < - 1,0) |

### Ултразвучна дензитометрија костију
Ултразвучна мерење густине минерала у кости добро се подудара са резултатима DEXA и нема Х-зрачења. Предност ове методе је што нема јонизујућег зрачења, па је погодна за експериментално мерење у епидемиолошким истраживањима или у избору ризичне популације, али не и за дијагнозу остеопорозе  и праћење резултата клиничког лечења због великог варирања резултата.
Квантитативна ултразвучна дензитометрија кости (енгл. Quantitative ultrasound bone densitometry, QUS) заснива се на примени ултразвучних таласа фреквенције 200-1.000 kHz, и слабљењу фреквенције при проласку кроз кост, на основу које се густине упоређује са оном коју изазива сама вода.
Мерење код  QUS методе може се изводити у подручју петне и палчане кости, прста и тибије.

## Превентивна дензитометрија костију
Превентивном дензитометријом треба обухватити следећу популацију:
- Све жене у постменопаузи < 65 година које уз то имају један или више фактора ризика
- Све жене > 65 година
- Жене у постменопаузи са преломима, у сврху потврде и процене тежине болести, и као почетно мерење ради праћења резултата лечења
- Одрасле са остеопоротичним преломима
- Одрасле који имају болести, стања или узимају лекове које су повезани са ниском коштаном масом или губитком кости
- Особе у којих су присутни фактори ризика, а код којих се разматрају могућности лечења остеопорозе
- Код које се врши контрола учинка лечења (на 1-2 године), а у случају секундарне остеопорозе и чешће
- Мушкарце са клиничком сумњом на остеопорозу, анамнезом прелома након минималне трауме, као и све мушкарце старије од 70 година
- Жене са дуготрајном аменорејом